# Пам'ятна медаль оборони Америки
Пам'ятна медаль оборони Америки (англ. American Defense Service Medal) — військова нагорода США для заохочення військовослужбовців Збройних сил США, хто перебував на дійсній військовій службі з 8 вересня 1939 по 7 грудня 1941. Нагорода заснована Указом Президента США Ф.Рузвельта № 8808 від 28 червня 1941.

## Критерії нагороди
Пам'ятною медаллю оборони Америки нагороджуються усі військовослужбовці американських збройних сил, хто перебував на дійсній військовій службі з 8 вересня 1939 по 7 грудня 1941 року без перерви від 12 місяців і більше. Планка медалі була затверджена військовим міністром та міністром військово-морських сил наказами від 7 січня 1942 року.